# Denislav Vutev
Denislav Vutev (in bulgaro Денислав Вутев?; Pleven, 14 novembre 1994) è un cestista bulgaro.

## Palmarès
- Campionato bulgaro: 1

Balkan Botevgrad: 2021-2022
- Coppa di Bulgaria: 1

Rilski Sportist: 2018